# Komedia amerykańska
Komedia amerykańska – spektakl Teatru Telewizji, komedia z 1996 roku w reżyserii Juliusza Machulskiego.

## Opis fabuły
Autorem historii jest przedwojenny pisarz i dziennikarz, Adolf Nowaczyński, zaś scenariusz dla Teatru Telewizji stworzył Juliusz Machulski.
Dziennikarz i pisarz, Adolf Nowaczyński, przybywa do Chicago w 1931 roku, by zwiedzić miasto i zrealizować reportaż o rodzinnym koncernie meblarskim pana Szczęśniaka, który dorobił się w Stanach fortuny. W czasie wizyty poznaje się z rodziną gospodarza oraz jest świadkiem porwania jego synowej przez gangsterów.

## Obsada
- Jan Machulski - Papa Szcześniak
- Witold Pyrkosz - Mecenas
- Paweł Wawrzecki - Nowaczyński
- Małgorzata Kożuchowska - Gloria
- Ewa Ziętek - Liliana
- Leon Charewicz - Walenty
- Piotr Szwedes - Jimmy
- Marcin Figurski - Gandara
- Cezary Żak - Patterson
- Bronisław Wrocławski - Hrabia
- Bożydar Murgan - Horatio
- Ewa Gawryluk - Virginia